# Acton Round
Acton Round är en ort och civil parish i Storbritannien. Den ligger i grevskapet Shropshire i riksdelen England, i den södra delen av landet. kring Acton Round förekommer främst jordbruksmark.